# Chemistry (album Girls Aloud)
Chemistry – trzeci album brytyjskiego girlsband Girls Aloud, wydany w Wielkiej Brytanii przez Polydor Reords 5 grudnia 2005. Twórcami albumu byli Brian Higgins i Xenomania. Chemistry, zajmując 11 lokatę, stał się pierwszym albumem dziewczyn, niebędącym w top ten. Mimo to przez pierwsze tygodnie sprzedawał się wyjątkowo dobrze, osiągając status platyny. W Australii i Nowej Zelandii album wydano 20 lutego 2006.

## Lista utworów

### Wersja standardowa
| #   | Tytuł | Długość |
| --- | --- | ------- |
| 1.  | "Intro" Writers: Xenomania                                                                                      | 0:42    |
| 2.  | "Models" Writers: M. Cooper, B. Higgins, T. Powell, N. Coler, L. Cowling, M. Boyle                              | 3:28    |
| 3.  | "Biology" Writers: M. Cooper, B. Higgins, L. Cowling, T. Powell, G. Sommerville                                 | 3:35    |
| 4.  | "Wild Horses" Writers: M. Cooper, B. Higgins, N. Coler, L. Cowling, S. Lee, M. Boyle                            | 3:23    |
| 5.  | "See the Day" Writer: Dee C. Lee                                                                                | 4:04    |
| 6.  | "Watch Me Go" Writers: M. Cooper, B. Higgins, T. Powell, J. Chasez, S. Lee, L. Cowling                          | 4:05    |
| 7.  | "Waiting" Writers: M. Cooper, B. Higgins, T. "Rolf" Larcombe, L. Cowling, S. Lee, P. Woods                      | 4:13    |
| 8.  | "Whole Lotta History" Writers: M. Cooper, B. Higgins, T. 'Rolf' Larcombe, L. Cowling, G. Sommerville, Xenomania | 3:47    |
| 9.  | "Long Hot Summer" Writers: M. Cooper, B. Higgins, T. "Rolf" Larcombe, S. Lee, G. Sommerville, M. Boyle          | 3:52    |
| 10. | "Swinging London Town" Writers: M. Cooper, B. Higgins, M. Gray, T. Powell                                       | 4:02    |
| 11. | "It's Magic" Writers: N. Roberts, Xenomania                                                                     | 3:52    |
| 12. | "No Regrets" (UK Bonus Track) Writers: M. Cooper, B. Higgins, M. Gray                                           | 3:21    |
| 13. | "Racy Lacey" (UK Bonus Track) Writers: M. Cooper, B. Higgins, M. Gray                                           | 3:06    |

### Płyta – bonus (Limitowana Edycja)
| #  | Tytuł | Długość |
| -- | --- | ------- |
| 1. | "I Wish It Could Be Christmas Everyday" Writer: R. Wood                                                      | 3:59    |
| 2. | "I Wanna Kiss You So (Christmas In A Nutshell)" Writers: H. Bush, S. Claws, H. Mistletoe, B. Lehem, F. Gifts | 3:38    |
| 3. | "Jingle Bell Rock" Writers: J.C. Beal, J.R. Boothe                                                           | 1:57    |
| 4. | "Not Tonight Santa" Writers: H. Bush, S. Claws, H. Mistletoe, B. Lehem, F. Gifts                             | 2:44    |
| 5. | "White Christmas" Writer: I. Berlin                                                                          | 2:57    |
| 6. | "Count The Days" Writers: H. Bush, S. Claws, H. Mistletoe, B. Lehem, Y. Yogg                                 | 3:56    |
| 7. | "Christmas Round At Ours" Writers: H. Bush, S. Claws, H. Mistletoe, B. Lehem, Y. Yogg                        | 3:06    |
| 8. | "Merry Xmas Everybody" Writers: Holder, Lea                                                                  | 3:48    |

### Australijska i Nowozelandzka Edycja
| #   | Tytuł | Długość |
| --- | --- | ------- |
| 1.  | "Intro" Writers: Xenomania                                                                                      | 0:42    |
| 2.  | "Models" Writers: M. Cooper, B. Higgins, T. Powell, N. Coler, L. Cowling, M. Boyle                              | 3:28    |
| 3.  | "Biology" Writers: M. Cooper, B. Higgins, L. Cowling, T. Powell, G. Sommerville                                 | 3:35    |
| 4.  | "Wild Horses" Writers: M. Cooper, B. Higgins, N. Coler, L. Cowling, S. Lee, M. Boyle                            | 3:23    |
| 5.  | "See the Day" Writer: Dee C. Lee                                                                                | 4:04    |
| 6.  | "The Show" Writers: M. Cooper, B. Higgins, L. Cowling, J. Shave, Xenomania                                      | 3:36    |
| 7.  | "Watch Me Go" Writers: M. Cooper, B. Higgins, T. Powell, J. Chasez, S. Lee, L. Cowling                          | 4:05    |
| 8.  | "Waiting" Writers: M. Cooper, B. Higgins, T. "Rolf" Larcombe, L. Cowling, S. Lee, P. Woods                      | 4:13    |
| 9.  | "Whole Lotta History" Writers: M. Cooper, B. Higgins, T. 'Rolf' Larcombe, L. Cowling, G. Sommerville, Xenomania | 3:47    |
| 10. | "Long Hot Summer" Writers: M. Cooper, B. Higgins, T. "Rolf" Larcombe, S. Lee, G. Sommerville, M. Boyle          | 3:52    |
| 11. | "Swinging London Town" Writers: M. Cooper, B. Higgins, M. Gray, T. Powell                                       | 4:02    |
| 12. | "It's Magic" Writers: N. Roberts, Xenomania                                                                     | 3:52    |
| 13. | "I’ll Stand by You" Writers: T. Kelly, C. Hynde, B. Steinberg                                                   | 3:43    |

## Pozycje na listach
Chemistry debiutował na miejscu #11 w UK albums chart. Sprzedał się w ilości 81 962 kopii w ciągu pierwszego tygodnia. Będąc przez siedem tygodni w UK Top 75, osiągnął platynowy status (sprzedając się w ilości 370.000 kopii).
W Irlandii debiutował na miejscu 34. Po czterech tygodniach zajął 31. miejsce. Brak sukcesu albumu wynikał z braku koncertów dziewczyn w Irlandii podczas Chemistry Tour.

### Pozycje
| Lista                         | Pozycja |
| ----------------------------- | ------- |
| UK Albums Chart               | 11      |
| Euro Album Chart              | 14      |
| Irish Albums Chart            | 31      |
| United World Chart            | 72      |
| End of year album chart(2005) | 74      |

## Piąty singel
Pogłoski mówiły o tym, że Girls Aloud wydadzą piąty singel, drugi utwór na płycie "chemistry" – "Models". Wydanie planowano na 15 maja. W wywiadzie dla The Sun, Nadine zatwierdziła plotkę, jednakże Cheryl zaprzeczyła wypowiedzi Nadine i dodała, iż nie będzie więcej singli z tegoż albumu. "Models" został więc extra utworem na singlu "Something Kinda Ooooh".